# Hulitherium tomasetti
Hulitherium tomasetti (лат.) — вид вымерших сумчатых млекопитающих из подсемейства Zygomaturinae. Типовой и единственный вид в роде Hulitherium. В плейстоцене обитал на Новой Гвинее.

## Название
Род Hulitherium назван в честь папуасского народа Хули. Видовое название tomasetti дано в честь Бернарда Томасетти (англ. Bernard Tomasetti), который привлёк внимание исследователей к соответствующим ископаемым останкам.

## Описание
Вид описан на основании находок практически полного черепа, нескольких зубов, фрагментов челюсти и других костей.
Обитали в горных дождевых лесах и питались, возможно, бамбуком. Есть мнение, что эти животные были сумчатым аналогом гигантских панд. Представители Hulitherium tomasetti являлись одними из крупнейших млекопитающих Новой Гвинеи — их рост в холке составлял до метра, длина тела приближалась к двум, вес оценивается в 75—200 кг. Существует предположение, что в их вымирании основную роль сыграли люди.

## Систематика
Мюррей (1992) делает вывод, что Hulitherium наиболее близко связан с вымершим новогвинейским родом Maokopia, а вместе они наиболее близки к Kolopsis rotundus, также с этого острова. Блэк и Мэкнесс (1999) выдвигают предположение, что клада Hulitherium имеет наиболее близкое отношение к кладе, объединяющей Zygomaturus и еще один пока не описанный род из Австралии, и что к этой последней кладе она ближе, нежели к Kolopsis.